# FTR Moto
FTR Moto (Fabrication Techniques Racing Motorcycles) is een bedrijf uit het Verenigd Koninkrijk dat gespecialiseerd is in het ontwerpen, produceren en ontwikkelen van motorfietsen voor de motorsport. Het bedrijf is in 1994 als Fabrication Techniques opgericht en FTR Moto is in 2009 hieruit voortgekomen. FTR Moto nam vervolgens deel aan de nieuwe Moto2-raceklasse. Het bedrijf levert chassis en onderdelen aan teams in het wereldkampioenschap wegrace en het wereldkampioenschap superbike.